# Estação Largo da Paz
A Estação Largo da Paz é uma estação de metrô integrante da Linha Sul do Metrô do Recife (Metrorec), operada pela Companhia Brasileira de Trens Urbanos (CBTU).
Localiza-se na Avenida Sul Governador Cid Sampaio, bairro de Afogados, Recife, capital do Estado de Pernambuco, Brasil, próxima à Praça Largo da Paz que dá o nome à estação. Situa-se entre as estações Joana Bezerra e Imbiribeira, sendo a primeira estação exclusiva da Linha Sul no sentido da estação Cajueiro Seco.
Está ligada ao Terminal Integrado Largo da Paz.
Foi inaugurada em 2005 e atende a moradores e trabalhadores da região leste do bairro de Afogados.

## Acessos
A estação conta com uma passarela construída em 2013 para facilitar o acesso à estação, principalmente para os passageiros que vem do outro lado da Avenida Sul. Com um investimento de cerca de R$ 580 mil, foi erguido com uma estrutura metálica de 34 metros de extensão e 7,8 metros de altura. O elevado é composto por brizes, que permeiam a entrada do sol, e revestido com painéis de alumínio. O equipamento tem rampa e escada, projetado conforme as normas de acessibilidade, segundo a Secretaria das Cidades do Estado.

## Terminal Integrado (SEI)
A estação faz integração com 2 linhas de ônibus através do sistema de integração temporal, onde o usuário obrigatoriamente terá que embarcar pela porta dianteira dos ônibus, passar o cartão VEM no validador do coletivo e girar a catraca.
- 115 - TI Aeroporto / TI Afogados (Empresa Metropolitana)
- 870 - TI Xambá / TI Largo da Paz (Caxangá)